# NGC 5135
NGC 5135 (również PGC 46974) – galaktyka spiralna z poprzeczką (SBab), znajdująca się w gwiazdozbiorze Hydry. Odkrył ją John Herschel 8 maja 1834 roku. Należy do galaktyk Seyferta typu 2.